# JSP Model 1

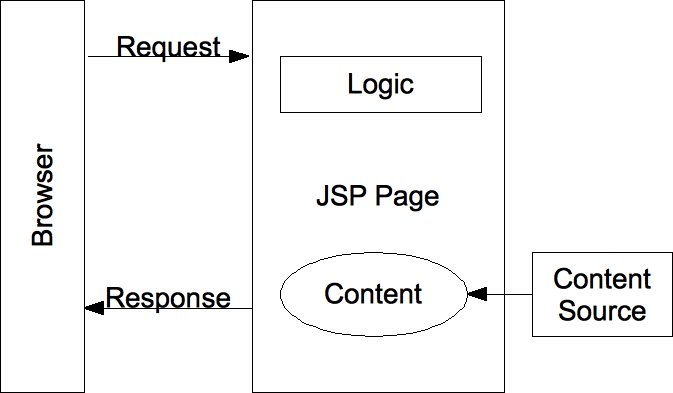
Sposób działania JSP Model 1

JSP Model 1 – jeden z modeli stosowany przy tworzeniu aplikacji internetowych z wykorzystaniem technologii JavaServer Pages. W modelu tym żądanie jest kierowane do strony JSP i to ona jest odpowiedzialna za jego przetworzenie, sprawdzenie poprawności i wygenerowanie odpowiedzi klientowi. Wadą tego modelu jest brak rozdzielenia warstwy logiki biznesowej od warstwy prezentacji.